# Murusraptor

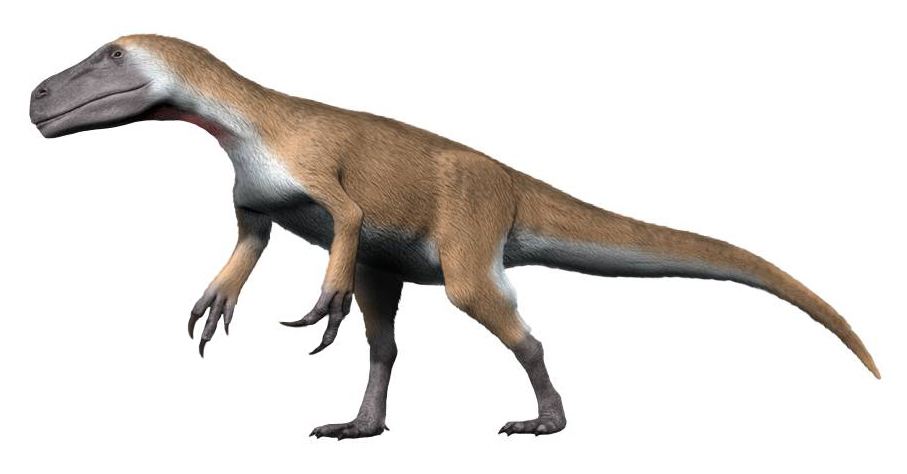
Reconstrução paleoartística de um Murusraptor.

Murusraptor ("ladrão de parede") é um gênero de dinossauro terópode carnívoro megaraptorano da Formação Sierra Barrosa, parte do Grupo Neuquén da Patagônia, na Argentina, América do Sul. É conhecido a partir de um único espécime que consiste em um crânio parcial, costelas, pelve parcial, perna e outros elementos esqueléticos variados.

## Descrição
O holótipo de Murusraptor é estimado em 6,4 m, mas é considerado um espécime imaturo, pois as suturas cranianas em sua caixa craniana ainda não desapareceram; isso indica que teria sido potencialmente maior. A análise do esqueleto revelou características anatômicas ainda não vistas em Megaraptora, particularmente no crânio e nos quadris. A análise da parte posterior do crânio indica que, possivelmente como o Megaraptor relacionado, o Murusraptor provavelmente tinha um focinho alongado e estreito. As costelas sacrais são ocas.
Coria & Currie estabeleceram alguns traços distintivos do Murusraptor. O ramo anterior do lacrimal é mais longo do que o ramo descendente é alto. No maxilar inferior, o surangular apresenta uma prateleira óssea na sua face externa, sob o sulco entre a abertura surangular anterior e o entalhe para o ramo posterior superior do dentário, contribuindo para a articulação lateral. As costelas sacrais são ocas e tubulares. Os ísquios são curtos, achatados transversalmente e ligeiramente alargados verticalmente. Esses dois últimos traços são autapomorfias inequívocas, qualidades derivadas únicas, pois são únicas em todo o Theropoda.
Além disso, está presente uma combinação única de características que em si não são únicas. Na caixa craniana, o processo basipterygoidei está situado na parte frontal inferior do basisphenoideu, enquanto a entrada da depressão profunda do recesso basisphenoideus é direcionada obliquamente para cima e para trás. Os ossos chevron são bastante retos. A caixa craniana de Murusraptor mostra mais semelhanças com celurossauros não-maniraptoranos, particularmente tiranossaurídeos, do que com não-coelurossauros, como alossaurídeos ou ceratossaurídeos, embora seu quociente de encefalização de répteis estivesse, no entanto, dentro da faixa de alossauros, como Allosaurus, Giganotosaurus e Sinraptor e seu neurossensorial as capacidades eram, portanto, provavelmente inferiores às dos tiranossaurídeos.

## Descoberta e nomeação
Em 2001, Sergio Saldivia, preparador do Museo Carmen Funes, trinta quilômetros a nordeste da Plaza Huincul, em uma parede de cânion, descobriu o esqueleto de um dinossauro terópode novo para a ciência. Durante esse ano e 2002 os restos mortais foram protegidos.
Em 2016, a espécie-tipo Murusraptor barrosaensis foi nomeada e descrita por Rodolfo Anibal Coria e Philip J. Currie. O nome genérico é uma combinação do latim murus, "parede", uma referência à parede do canyon, e raptor, "seizer". O nome específico refere-se à proveniência da Formação Sierra Barrosa. O holótipo, MCF-PVPH-411, foi encontrado em uma camada da Formação Sierra Barrosa que data do Coniaciano. Consiste em um esqueleto parcial com crânio, de um indivíduo imaturo. Os elementos esqueléticos recuperados para este espécime tipo de Murusraptor incluem um crânio parcial consistindo de uma caixa craniana completa com frontais e parietais, lacrimal direito, pré-frontal, pós-orbital, quadrado, pterigóide, epipterigóide e ectopterigóide, trinta e um dentes, os elementos posteriores do direito maxilar inferior, doze vértebras do dorso, sacro e cauda, onze costelas torácicas, um único arco hemal ou chevron, vários gastrálias, uma terceira garra da pata dianteira, ílio esquerdo completo, parte de um ílio direito, extremidades proximais de ambos os ossos púbicos, extremidades distais do ísquio, a tíbia direita e um calcâneo.